# Kuataquil
Slægten Bassaricyon, også kendt som Kuataquiler, er en gruppe små, trælevende halvbjørne fra Mellem- og Sydamerika. De kan let forvæksles med Snohalebjørne, men har længere snuder, stivere haler og er mere tilbøjelige til at spise kød. Desuden er de til trods for deres lignende udseene langt tættere beslægtigede med Næsebjørne.

## Beskrivelse
Kuataquilen vejer omkring 900 til 1500 gram, og har en kropslængde mellem 30 og 45 cm alt efter arten. Dens hale er som regel en smule længere end kroppen, og kan blive op til 53 cm lang. Halen har næsten altid samme farve som resten af dyret, men har ligesom mange andre halvbjørne adskillige mørke ringe, der dog kan være ret utydelige. I modsætning til Snohalebjørnen kan den ikke gribe fat i ting med halen, men bruger den i stedet til at balancere når den kravler i træer. Desuden har den pels imellem poterne, samt lange, runde kløer, som gør det lettere for den at holde fast i grene.

## Arter
Der er i hvis grad debat om, hvor mange forskellige arter af Kuataquiler der egentligt findes. Nogle mener, at der er op til seks, mens andre påstår at der kun er to. Dog er det ud fra undersøgelser af deres anatomi, genetik og geografisk rækkevidde blevet påvist, at fire arter af Kuataquiler let kan kategoriseres separat fra hindanen.
| Billede | Videnskabeligt Navn | Almene Navn                   | Geografisk Rækkevidde |  |
| ------- | ------------------- | ----------------------------- | --- |  |
|         | Bassaricyon alleni  | Østlig Lavlandskuataquil      | Lavlandet i Guyana, Venezuela, og øst for Andesbjergene i Colombia, Ecuador, Peru og Bolivia. Den er den eneste slags kuataquil, som lever øst for Andesfloden. |  |
|         | Bassaricyon gabbii  | Buskhalet Kuataquil           | Findes længere nord end andre Kuataquiler, bl.a. i Nicaragua, Costa Rica, og Panama.                                                                            |  |
|         | Bassaricyon medius  | Vestlig Lavlandskuataquil     | Lavlandet I Colombia, Panama og vest for Andesbjergene i Ecuador.                                                                                               |  |
|         | Bassaricyon neblina | Skyskovskuataquil (Olinguito) | Skyskovene i Andesbjergene i Colombia og Ecuador. Den bor længere oppe i bjergene end andre kuataquiler.                                                        |  |